# Parasmittina tubulata
Parasmittina tubulata är en mossdjursart som beskrevs av Osburn 1952. Parasmittina tubulata ingår i släktet Parasmittina och familjen Smittinidae. Inga underarter finns listade i Catalogue of Life.